# مدارج الكمال بنظم مختصر الخصال
مدارج الكمال بنظم مختصر الخصال من تأليف الإمام العلامة نور الدين عبدالله بن حميد بن سلوم السالمي. يعتبر هذا الكتاب منظومة طويلة في فروع الفقه، حيث تزيد هذه المنظومة عن ألفي بيت، نظم فيها كتاب مختصر الخصال للإمام أبي اسحاق إبراهيم بن قيس بن سليمان الحضرمي.